# 반송동 (창원시)
반송동(盤松洞)은 경상남도 창원시 성산구의 동이다. 창원시 건설의 모태가 되는 중심동이며, 창원천과 반송천 그리고 반송공원이 어우러진 이상적인 쾌적한 주거환경을 가지고 있다. 창원종합운동장이 성산구에 편입될 때까지 동 전역이 의창구에 둘러싸여 있는 월경지였으며, 동주민센터를 비롯하여 우체국 등의 주요 생활기반 시설이 아파트 단지인 노블파크아파트와 트리비앙아파트 단지 사이에 위치한 점이 특징이다. 의창도서관 등이 있는 법정동 반송동의 일부지역은 성산구, 행정동으로 용지동에 속하는데 현재의 반송동(법정동)과 관할구역이 이어지지 않은 것이 특징이다.

## 역사와 유래
'반송'이라는 지명은 키가 작고 옆으로 퍼진 소나무의 일종인 반송나무가 많이 있었던 것에서 유래하며, 1914년 행정구역 통폐합의 시행으로 하남면의 두대리와 합병하여 이를 '반송리'라고 칭하게 되었다. 이후의 연혁은 다음과 같다.
- 1973년 7월 1일 이전까지 - 창원군 상남면 반송리
- 1973년 7월 1일 - 상북동이라는 명칭으로 마산시에 편입
- 1976년 9월 1일 - 마산시 창원지구 출장소 상북지소 개소
- 1980년 4월 1일 - 창원지구 출장소 일대가 창원시로 출범하면서 반송동이 됨
- 1982년 8월 7일 - 법정동 반지동, 반림동 신설
- 1991년 8월 28일 - 인구 증가로 창원시 반림동과 반지동으로 각각 분동
- 1997년 7월 14일 - 창원시의 인구가 50만을 돌파함에 따라 시행된 대동제로, 반림동과 반지동이 대동통합에 의해 다시 반송동이 됨
- 2010년 7월 1일 - 인근의 마산시, 진해시와 통합하여 새로운 창원시가 출범하면서 성산구에 속하게 됨
- 2021년 7월 1일 - 의창구 퇴촌동중 반송공원 지역이 행정동 반송동으로 편입, 의창구 반송동(법정동) 일대를 포함한 행정동 용지동은 성산구로 편입

## 법정동
- 반림동(盤林洞)
- 반송동(盤松洞)
- 반지동(盤知洞)
- 퇴촌동(退村洞, 반송공원 일대)

## 아파트
| 단지명        | 건설사                                    | 시행사                          | 주소                | 입주        | 비고                 |
| ------------- | ----------------------------------------- | ------------------------------- | ------------------- | ----------- | -------------------- |
| 반림 노블파크 | 남양건설 ㈜대동종합건설                   | 반송아파트1단지 주택재건축조합  | 성산구 원이대로 449 | 2007년 12월 | 반송주공1단지 재건축 |
| 반림 트리비앙 | 두산중공업 ㈜C&우방 ㈜신일 ㈜대동종합건설 | 반송2단지 주공아파트 재건축조합 | 성산구 원이대로 495 | 2006년 10월 | 반송주공2단지 재건축 |